# رمضان 1433 هـ
رمضان لسنة 1433 هـ يبدأ من غرة رمضان يوم 19 يوليو 2012 ويستمر 29 يوما و11 ساعة وثلاثين دقيقة لينتهي في يوم 17 أغسطس 2012.

- السبت
- الأحد
- الاثنين
- الثلاثاء
- الأربعاء
- الخميس
- الجمعة

- 24
14
- 25
15
- 26
16
- 27
17
- 28
18
- 29
19
- 1
20
- 2
21
- 3
22
- 4
23
- 5
24
- 6
25
- 7
26
- 8
27
- 9
28
- 10
29
- 11
30
- 12
31
- 13
1 أغسطس
- 14
2
- 15
3
- 16
4
- 17
5
- 18
6
- 19
7
- 20
8
- 21
9
- 22
10
- 23
11
- 24
12
- 25
13
- 26
14
- 27
15
- 28
16
- 29
17
- 30
18
- 1
19
- 2
20
- 3
21
- 4
22
- 5
23
- 6
24